# Jean-Joseph Tournier
Jean-Joseph Tournier (* 25. Dezember 1842 in Bonneville; † 28. Juni 1924) war ein französischer Geistlicher und römisch-katholischer Weihbischof in Karthago.

## Leben
Jean-Joseph Tournier wurde am Christtag 1842 in Bonneville im heutigen Département Haute-Savoie geboren.
Er empfing am 25. März 1866 das Sakrament der Priesterweihe.
Am 26. Februar 1892 wurde er zum Titularbischof von Hippo Diarrhytus und zum Weihbischof in Karthago ernannt. Die Bischofsweihe spendete ihm sowie Jules-Étienne Gazaniol und Spiridion Poloméni am 5. Juni 1892 in Karthago der Weihbischof in Algier, Salvator-Alexandre-Félix-Carmel Brincat; Mitkonsekratoren waren der ehemalige Apostolische Vikar von Victoria-Nyanza, Léon Livinhac MAfr, und der Apostolische Administrator des Apostolischen Vikariats Sahara und Sudan, Anatole-Joseph Toulotte MAfr.
Bischof Jean-Joseph Tournier blieb als Weihbischof bis zu seinem Tod am 28. Juni 1924 im Amt.